# António Côrte-Real
António Sérgio Côrte-Real Ribeiro Alves (Setúbal, 2 de fevereiro de 1976), mais conhecido como António Côrte-Real, é um músico português, guitarrista, compositor e produtor musical que se notabilizou como guitarrista na banda de rock UHF.
Côrte-Real incorporou desde tenra idade o ambiente musical por ação de seu pai António Manuel Ribeiro, fundador e líder dos UHF. Aprendeu cedo a tocar guitarra e com doze anos foi influenciado pela técnica e performance dos guitarristas João Cabeleira e Rui Rodrigues, aquando do lançamento dos álbuns 88 (1988) dos Xutos & Pontapés e Noites Negras de Azul (1988) dos UHF, respetivamente. Outros guitarristas marcaram o seu crescimento musical, caso de Jimmy Page, Billy Duffy ou The Edge. Iniciou o percurso musical em 1991 integrando bandas de garagem começando pelos Falso Alarme. Tornou-se músico profissional em 1996 nos UHF, como guitarrista convidado, passando depois a membro integrante. Trabalhando em atividade paralela fundou as bandas Revolta (2006), Côrte-Real Trio (2011), União das Tribos (2012) e em 2021 lançou o primeiro álbum a solo.
Outras ocupações preenchem o perfil de Côrte-Real. Além de compositor é também produtor musical com participações na elaboração dos discos dos UHF, Pó d'Escrer, Gazua, Revolta, Portugal Acústico, União das Tribos, entre outros.
Em 2010, o álbum ACR3-Midnight in Lisbon, do projeto Côrte-Real Trio, atingiu o primeiro lugar nas vendas digitais no eMusic, enquanto que na tabela nacional de vendas referência para a entrada de vários álbuns dos UHF e para o nono lugar alcançado pelo álbum Amanhã (2017) da banda União das Tribos.

## Biografia e carreira

### Infância e juventude

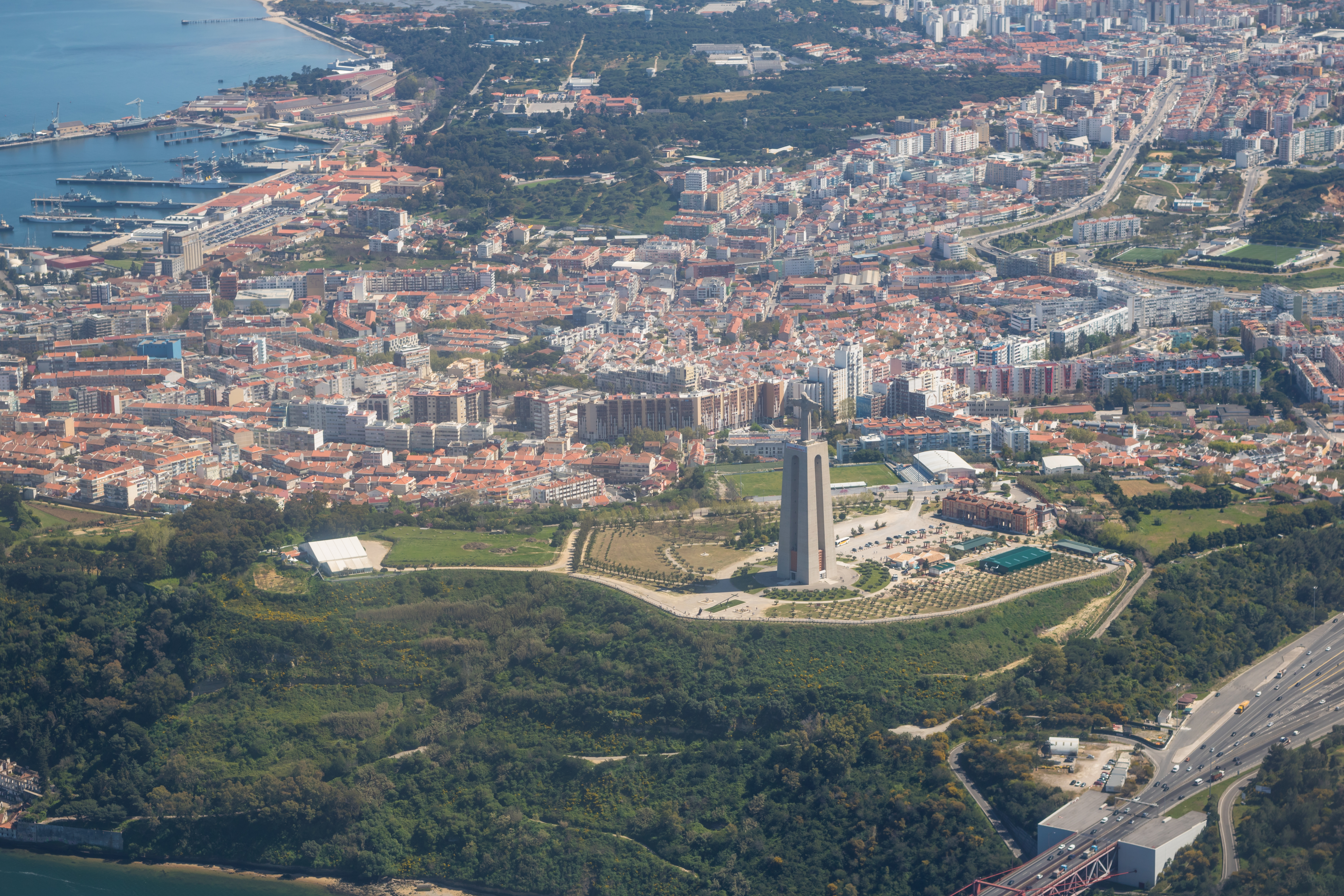
Almada, terra natal de António Côrte-Real.

António Côrte-Real nasceu em Setúbal, em 2 de fevereiro de 1976. Filho de Maria Duarte de Brito Côrte-Real e de António Manuel Ribeiro, poeta e músico notável do rock português, é o mais velho de três irmãos. Suas irmãs Bárbara e Carolina, psicóloga e design de moda, respetivamente, não fazem da música a sua profissão. No ano em que Côrte-Real nasceu, seu pai dava os primeiros passos no mundo das artes e do espetáculo. Com a democracia restabelecida pela Revolução de Abril e a tropa definitivamente afastada, António Manuel Ribeiro, com 22 anos, consegue em 1976 um estágio como jornalista no jornal desportivo Record. Durante alguns anos conciliou o estágio profissional com a pintura artística e os concertos que ia dando com a sua banda de covers Purple Legion nos bares e bailes da grande Lisboa. Nesse ano começou também a trabalhar na secretaria da Câmara Municipal de Almada para poder sustentar o primeiro filho Côrte-Real e depois o segundo. Ribeiro vacilou nos estudos e a música passou a ser o centro da sua vida. Em 1978 fundou os UHF e foi forçado a afastar-se do lar pelas inúmeras solicitações para concertos, acabando por voltar sempre ao seio familiar, não obstante ausências prolongadas. Côrte-Real cresceu em Almada inserido no ambiente musical e frequentemente assistia aos ensaios dos UHF. Em casa respirava-se música e, ainda criança, presenciou a proliferação desenfreada de bandas resultante do boom do rock português, em 1980, catalisado pela canção "Cavalos de Corrida" dos UHF. Côrte-Real sentiu-se influenciado por esse movimento que lhe abriu as portas para outras descobertas, nomeadamente do rock anglo saxónico. É pai de João Miguel, nascido em 2005.

### Determinação pela música
António Côrte-Real nem sempre quis ser músico, mas os caminhos que foi percorrendo levaram-no à música, nomeadamente às guitarras. Na adolescência sentiu-se influenciado também pelo blues e determinado iniciou a carreira ainda como amador, em 1991, nos Falso Alarme. Passou por várias bandas de garagem e percebeu o perigoso e ardil mundo das drogas como modus vivendi de alguns músicos, numa altura em que lia um livro marcante na sociedade portuguesa, como relembra: "Os Filhos da Droga tocou-me na altura exata. Fala de drogas e rock'n'roll numa altura em que em Almada nas primeiras bandas de garagem comecei a ver esse filme bem à minha frente." Após a estreia com os Falso Alarme (1991–1993), fez parte dos Finisterra (1992–1996), MKD (1993), Sirius (1996–1999), UHF (desde 1996), Cronic (2002–2003), Revolta (desde 2006), Côrte-Real Trio (2011) e União das Tribos (desde 2012). Para o músico, as guitarras fazem parte da família e considera como seus heróis os guitarristas João Cabeleira, Jimmy Page, Jimi Hendrix, Billy Duffy, Eric Clapton ou The Edge, por exemplo. Sem se afastar do circuito dos concertos concluiu o 12º ano na Escola Secundária Elias Garcia, em 1995.

### Os UHF e outros projetos
Com experiência no mundo do espetáculo, Côrte-Real foi convidado para estagiar nos UHF em 1996 como segundo guitarrista e músico profissional, passando depois a membro integrante. Sem desvincular-se dos UHF fundou as seguintes bandas:

#### Revolta
Fiel à conduta interventiva, Côrte-Real convidou para vocalista e baixo Bruno Alves (Porta Voz) e Anselmo Alves (ex-Lulu Blind) para baterista e fundou, em 2006, a banda Revolta composta por um power trio tendo como objetivo transmitir uma mensagem clara e direta sobre a vida dos nossos dias. Em 2007 percorreram o país tocando sobretudo no circuito de bares e, após a edição de uma demo de onde saiu a canção "Eu Quero Ser" que se impôs no top de algumas rádios, a banda entrou em estúdio e lançou os singles de avanço "Ninguém Manda em Ti" e "Nuclear (Não obrigado)". Com edição da AM.RA Discos e distribuição da Sony Music, o álbum Ninguém Manda em Ti (2009) foi uma aposta na sonoridade punk rock com letras em português. "Nesta vida nada é fácil/ Tudo custa mais do que devia/ Ser banal ter lucro fácil/ Queres viver outro dia/ É proibido ter ideias/ Pensar e falar/ Se queres ser alguém/ Tens de fingir e aguentar", diz o trecho do tema homónimo, para depois lançar as palavras de ordem "Ninguém manda em ti/ Mesmo que queira/ Fecha os olhos e sorri/ A vida inteira", que preenchem o refrão. No entanto, Côrte-Real ratifica o hip hop como a nova canção de intervenção e lembra que esse papel foi a partir de 1979 desempenhado pelo rock mas foi perdendo intensidade nos últimos anos: “As bandas rock que sobreviveram, salvo raras excepções, viraram-se para a melodia fácil (para passar na rádio) e para as letras de amor. O intervencionismo perdeu-se”, lamentou. O guitarrista recorda o exemplo maior de José Afonso, sempre interventivo e de nunca se ter calado. "E hoje", acrescentou, "há necessidade de um outro intervencionismo. Há liberdade mas não se fala. As pessoas acomodaram-se aos 60 canais de televisão, à internet… são utensílios importantes sim senhor, mas não nos podem tapar a visão", concluiu.

#### Côrte-Real Trio
Em 2009, Côrte-Real juntou-se em estúdio aos seus colegas dos UHF Fernando Rodrigues (baixo) e Ivan Cristiano (bateria) e formou o projeto em nome próprio para tocarem sem regras, de improviso e de uma forma descontraída. A paz de tocarem sem qualquer compromisso durante 2h30 resultou no álbum ACR3–Midnight in Lisbon (2010) lançado pela Nuclear Records, que atingiu sucesso internacional. Assumidamente experimental, o disco é composto por dez temas instrumentais com algumas influências de Jimi Hendrix e Neil Young.

#### União das Tribos
Trabalhando na União das Tribos, banda formada em 2012, Côrte-Real dedicou-se ao blues rock, outro estilo musical que muito aprecia.

Há aqui uma questão estratégica. Nós espalhámo-nos no primeiro disco ao gravar um álbum rock à moda dos anos 90. A verdade é que para a mensagem chegar às pessoas é preciso que a comunicação social fale de nós e para isso acontecer tínhamos que abrir o nosso som.

– Côrte-Real fala das mudanças no segundo álbum.
A União das Tribos é uma ideia que existia na cabeça de Côrte-Real (mentor do projeto) há muitos anos. Levou muito tempo a amadurecer e a descobrir e conhecer as pessoas certas para a sua concretização. O guitarrista acabou por lançar o convite aos músicos Luís Simões 'Cebola', baixista e seu colega nos UHF, e a Wilson Silva baterista dos More Than a Thousand. O trio começou a gravar em Lisboa as maquetas daquele que viria a ser o seu primeiro disco, todavia ainda sem vocalista. Côrte-Real conhecia Sérgio Lucas das audições que o vocalista fizera para o projeto Portugal Acústico, não obstante o reconhecimento do grande público por ter vencido o programa de televisão Ídolos, em 2004. Este núcleo de quatro músicos gravou o primeiro disco homónimo em 2014, um álbum que mistura a sonoridade rock típica da década de 1990 com o blues, mas não obteve bom volume de vendas. Seguiu-se o EP Viver Assim (2015) e o single com uma versão inspirada do clássico de Neil Young "Rockin' in the Free World" (2016) com a vocalização de João Beato (Johnny B) dos Alcoolémia. Por motivos pessoais Sérgio Lucas abandonou a banda e, após um período de reflexão, a mesma voltou a fazer audições à procura de novo vocalista tendo a escolha recaído sobre Mauro Carmo, que pertencia aos Redlizzard. Sem abandonar a matriz rock a nova formação da União lançou o álbum Amanhã (2017) que apresenta um som mais comercial com o objetivo de superar as vendas do primeiro disco. Marco Cesário (ex-Braindead e UHF) substituiu Wilson Silva na bateria.
Amanhã é um disco que ataca o mercado com um registo mais aberto e acessível no qual as guitarras em excesso de velocidade conseguem viver em harmonia com as sonoridades mais pop. No entender dos músicos foi um disco mais fácil de fazer do que o primeiro, fruto do amadurecimento da banda. Tem as colaborações de António Manuel Ribeiro, Tim, Miguel Ângelo, Mafalda Arnauth, Anjos e Carlão, que dividem os temas com o vocalista Mauro Carmo. O single "Amanhã" catalisou o álbum para vendas consideráveis. O segundo single "Sozinho" conta com a participação de Tim num dueto com Mauro Carmo. São onze temas originais (três acústicos) todos nascidos numa primeira fase da criatividade de Côrte-Real, que confessa:
Eu tenho uma pasta no meu computador onde guardo as ideias musicais que vão surgindo. Por isso, o que fiz para este álbum foi ouvir as coisas que tinha para trás. Há dois temas aqui, por exemplo, que têm mais de dez anos e outro que tem 18. Mas também há um tema que foi composto três dias antes de entrarmos em estúdio.
No dia 4 de outubro de 2018 foi editado o single "Ninguém nos Pode Parar", como amostra do novo álbum. O tema aborda a problemática atual da liberdade sexual e a abordagem menos positiva que ela tem no confronto entre gerações. O conflito familiar entre filha e pais e a sua aceitação. Luís Simões 'Cebola' saiu da banda em 2018 e entrou o baixista Donovan Bettencourt (sobrinho do guitarrista Nuno Bettencourt do grupo rock Extreme) que tocou com os Mourning Widows, Lúcia Moniz, João Pedro Pais e Frankie Chavez.

#### Cörte–Real
A 17 de dezembro de 2021 foi editado o primeiro álbum a solo de Cörte–Real, intitulado XXV, que celebra os 25 anos de carreira. Um trabalho assumidamente rock gravado com toda a liberdade em estúdio; "Não pensámos em nada a não ser na música que gostamos" refere o guitarrista  e remata "fizemos o que queríamos." Editado nos formatos CD, vinil e digital o álbum surge após os singles "Tiro os Olhos do Chão" e Perto do Fim". A banda base é composta por Bruno Celta (vocal), Nuno Correia (baixo) e Nico Guedes (bateria).

### Participações
Côrte-Real participou nas gravações dos discos a solo de António Manuel Ribeiro: Sierra Maestra (2000), Somos Nós Quem Vai Ganhar (2003) e As Canções da Casa Escura (2021).

Em 2010, Ricardo Soler, finalista do programa Operação Triunfo em 2007, estendeu o convite a Côrte-Real e aos também músicos dos UHF Fernando Rodrigues (baixo) e Ivan Cristiano (bateria) para participarem no disco Portugal Acústico, que reúne sucessos da música pop rock portuguesa. Canções como "À Minha Maneira" (Xutos & Pontapés), "Matas-me com o Teu Olhar" (UHF), "Aprender a Ser Feliz" (Pólo Norte), "Leve Beijo Triste" (Paulo Gonzo) ou "Se Te Amo" (Quinta do Bill), revelam um disco intimista em formato acústico e com novos arranjos.

A música é uma forma de expressão e o blues é a base da minha maneira de transmitir sentimentos através da guitarra.

– Côrte-Real manifesta a empatia que sente pelo blues.
Em abril de 2012, Côrte-Real e o ator e cantor Ivo Lucas gravaram temas com sonoridade blues compostos pelo ator. Os dois músicos foram acompanhados por Fernando Rodrigues (baixo) e Ivan Cristiano (bateria) e deram a conhecer o tema "Pinta a Lua (no tom dos teus olhos)", como primeiro avanço do novo trabalho. O tema está presente na banda sonora da telenovela Destinos Cruzados, exibida pela TVI em 2013.
Na primavera de 2012, Côrte-Real na guitarra acompanhado por Vânia Fernandes (voz) e Pedro Giestas (leitura) deram início a uma pequena digressão pelo país intitulada "Uma Guitarra e Dez Canções de Amor", com o objetivo de homenagear os grandes temas do cancioneiro português que abordam o amor nos seus diversos caminhos, com momentos poéticos num reconhecimento aos grandes poetas nacionais. A digressão levou-os, por exemplo, ao Fórum Cultural de Ermesinde, no dia 13 de julho, e ao Auditório da Casa das Artes em Arcos de Valdevez em 19 de novembro, onde foi possível ouvir temas do próprio António Côrte-Real bem como de António Variações ("Canção do Engate"), Delfins ("Aquele Inverno"), Lena d'Água ("Sempre que o Amor me Quiser"), Rui Veloso ("Todo o Tempo do Mundo"), Trovante ("Perdidamente"), Paulo Gonzo ("Leve Beijo Triste"), Xutos e Pontapés ("Tonto"), entre outros. Nos poemas declamados por Pedro Giestas estiveram autores como Luís de Camões, António Botto ou Florbela Espanca.
Enquanto produtor musical Côrte-Real participou nos discos: Há Rock no Cais (2005, UHF), Amorexia (2008, Pó d'Escrer), Ninguém Manda em Ti (2009, Revolta), Absolutamente Ao Vivo (2009, UHF), Portugal Acústico (2010), ACR3-Midnight in Lisbon (2010, Côrte-Real Trio), O Monstro Acordou (2013, Punk Sinatra), União das Tribos (2014), Sobrenatural (2015, Gazua), Viver Assim (2015, União das Tribos), Safe Haven (2016, Insch), Amanhã (2017, União das Tribos)  e De Almada Para o Mundo (2020, UHF).

## Discografia
Com UHF
| - Rock É! Dançando Na Noite (CD, 1998) - Eternamente (2CD, 1999) - Sou Benfica (EP, 1999) - À Beira do Tejo (CD, 2001) - Harley Jack (EP, 2003) - Sou Benfica – As Canções da Águia (CD, 2003) - La Pop End Rock (2CD, 2003) - Voltei a Porto Moniz (EP, 2004) - Podia Ser Natal (EP, 2004) - Há Rock no Cais (CD, 2005) - Canções Prometidas - Raridades Vol.I (CD, 2007) - Canções Prometidas - Raridades Vol.II (CD, 2007) - Absolutamente Ao Vivo (2CD, 2009) - Eu Sou Benfica (CD, 2009) - Caloira Bonita 2009 (CD, 2009) - Porquê? (CD, 2010) - BD Pop Rock Português - UHF (CD+Livro, 2011) - "Por Portugal Eu Dou" (Single, 2011) - Ao Norte Unplugged (CD, 2012) - Canções Prometidas - Raridades Vol.III (CD, 2012) | - A Minha Geração (CD, 013) - "Nação Benfica" (Single, 2014) - "Era de Noite e Levaram" (Single, 2014) - Por Portugal (EP, 2014) - "Os Vampiros" (Single, 2014) - Duas Noites em Dezembro (2CD, 2014) - Uma História Secreta dos UHF (CD, 2015) - O Melhor de 300 Canções (2CD, 2015) - Tudo o que É Nosso (EP, 2016) - Almada 79 (CD, 2017) - A Herança do Andarilho (CD, 2017) - Aula Magna - 40 Anos Numa Noite (CD, 2020) - De Almada Para o Mundo (CD+Livro, 2020) - Celebrar a Vida em Ovar (CD, 2021) - Ao Vivo e À Flor da Pele (CD, 2022) - Novas Canções de Bem Dizer (CD, 2023) |

Com António Manuel Ribeiro
- Sierra Maestra (CD, 2000)
- Somos Nós Quem Vai Ganhar (EP, 2003)
- As Canções da Casa Escura (CD, 2021)

Com Revolta
- Ninguém Manda em Ti (CD, 2009)

Com Côrte-Real Trio
- ACR3-Midnight in Lisbon (CD, 2010)

Com Ricardo Soler
- Portugal Acústico (CD, 2010)

Com União das Tribos
- União das Tribos (CD, 2014)
- Viver Assim (EP, 2015)
- "Rockin' in the Free World" (Single, 2016)
- Amanhã (CD, 2017)
- "Ninguém nos Pode Parar" (Single, 2018)

Cörte–Real (a solo)
- XXV (CD, 2021)

## Trabalhos premiados
Com passagem pela tabela oficial de vendas, Côrte-Real colaborou como guitarrista nos seguintes álbuns dos UHF: Sou Benfica – As Canções da Águia (23º lugar), Absolutamente Ao Vivo (14º lugar), Porquê? (19º lugar), Ao Norte Unplugged (21º lugar), A Minha Geração (14º lugar), O Melhor de 300 Canções (7º lugar) e A Herança do Andarilho (18º lugar).
O álbum ACR3-Midnight in Lisbon (2010) no formato digital, do projeto Côrte-Real Trio, alcançou o primeiro lugar na tabela do site da eMusic – uma das maiores lojas mundiais de música – na categoria de blues. O álbum Amanhã (2017), da União das Tribos, atingiu o terceiro lugar do top de vendas da cadeia Fnac e no dia 18 de fevereiro chegou ao nono lugar na tabela nacional de vendas.